# پامچال سیبری
پامچال سیبری (نام علمی: Primula modesta) نام یک گونه از سرده پامچال است.